# M1 (Groot-Brittannië)
De M1 is een Britse autosnelweg en verbindt Londen met Yorkshire waar het aansluit op de A1 (M) bij Aberford. De M1 wordt gezien als de eerste inter-stedelijke autosnelweg die is aangelegd in Engeland (de eerste echte autosnelweg was de Preston Bypass, later de M6).
De lengte van de M1 is 310 km en werd in vier fases aangelegd. Het grootste deel werd in 1959 geopend en tussen 1965 en 1968. De twee uiteinden van de M1 werden later verlengd. Het zuidelijke deel in 1977 en het noordelijke deel in 1999.
De autosnelweg vormt onderdeel van de E13.
Groot-Brittannië:
M1 · M2 · M3 · M4 · M5 · M6 · M6 Toll · M8 · M9 · M10 · M11 · M18 · M20 · M23 · M25 · M26 · M27 · M32 · M40 · M42 · M45 · M48 · M49 · M50 · M53 · M54 · M55 · M56 · M57 · M58 · M60 · M61 · M62 · M65 · M66 · M67 · M69 · M73 · M74 · M77 · M80 · M90 · M180 · M181 · M271 · M275 · M602 · M606 · M621 · M876 · M898
A1(M) · A3(M) · A38(M) · A48(M) · A57(M) · A58(M) · A64(M) · A66(M) · A74(M) · A167(M) · A194(M) · A308(M) · A329(M) · A404(M) · A601(M) · A627(M) · A823(M)
Noord-Ierland:
M1 · M2 · M3 · M5 · M12 · M22 · A8(M)